# Силвертон, Кейт
Кейт Си́лвертон (англ. Kate Silverton; 4 августа 1970, Уолтем-Эбби, Эссекс, Англия, Великобритания) — британская журналистка и телеведущая.

## Биография
Родилась 4 августа 1970 года в Уолтем-Эбби (графство Эссекс, Англия, Великобритания) в семье таксиста, позже ставшего зарегистрированным гипнотерапевтом, Терри Силвертона, и его жены Патришы Силвертон, которая сейчас возглавляет компанию своей дочери. У Кейт есть две сестры — Эми Силвертон и Клэр Силвертон.
Кейт окончила «West Hatch High School» и «Durham University».

## Карьера
В настоящее время Кейт работает на «Би-би-си». Силвертон регулярно ведёт такие программы как «BBC News at One», «BBC News at Six», «BBC News at Ten» и «BBC Weekend News», а также она иногда появляется в «BBC News Channel» и «BBC World News».

## Личная жизнь
С 18 декабря 2010 года Кейт замужем за бывшим королевским морским пехотинцем Марком Хероном, с которым она встречалась два года до их свадьбы. У супругов есть двое детей — дочь Клеменси Флоренс Роуз Херон (род. 5 ноября 2011) и сын Уилбур Силвертон Херон (род. 26 июня 2014). У Силвертон было два выкидыша между рождением дочери Клеменси и сына Уилбура.